# 大谷徹奘
大谷 徹奘（おおたに てつじょう、1963年（昭和38年）4月16日 - ）は、日本の僧侶。奈良にある法相宗大本山薬師寺の執事長。
東京都江東区出身。父親は東京都江東区にある浄土宗の重願寺（じゅうがんじ）住職の大谷旭雄（おおたに きょくゆう）。

## 来歴
芝高等学校在学中17歳の時、高田好胤薬師寺住職に師事し、薬師寺の僧侶となる。龍谷大学文学部仏教学科卒業、同大学院修士課程修了。
1999年春から、全国各地で「心を耕そう」をスローガンに法話行脚を開始する。
2003年8月16日、薬師寺執事就任。2017年、薬師寺副執事長就任。2019年、薬師寺執事長就任。奈良少年院・大阪矯正管区篤志面接委員も務める。
2020年から、日本における2019年コロナウイルス感染症による社会・経済的影響で、「3密」の状況となる法話が勤められなくなり、オンライン法話に挑戦している。
毎年3月10日には東京大空襲の慰霊法要、3月11日には東日本大震災の慰霊法要を営んでいる。

## 著書
- 『まだ本気じゃないね』善本社、2001年6月
- 『どんな自分になりたいの』善本社、2002年8月
- 『自分で選んだ道なのに』イーストプレス、2005年10月
- 『「愛情説法」走る!』日本放送出版協会（生活人新書）、2006年11月
- 『そうだったのか！般若心経』悟空出版、2015年9月
- 『こころの薬箱』北國新聞社出版局、2015年11月
- 『よっぽどの縁ですね 迷いが晴れる心の授業』小学館、2017年6月
- 『幸せの法則』小学館文庫、2023年4月